# ローマス・デ・サモーラ
ローマス・デ・サモーラ（スペイン語: Lomas de Zamora）は、アルゼンチン・ブエノスアイレス州にある自治体。ローマス・デ・サモーラ・パルティードの政庁所在地であり、2001年の人口は111,897人である。

## 地理
ブエノスアイレスの南部郊外に位置し、大ブエノスアイレス都市圏に含まれる。アルゼンチンでもっとも伝統あるスポーツクラブのローマスAC、農業学校、美術館の存在などで知られている。ローマス・デ・サモーラ大学 (UNLZ) は大ブエノスアイレス都市圏でもっとも重要な高等教育機関のひとつである。同じローマス・デ・サモーラ・パルティードには、CAバンフィエルドやフリアン音楽院などが有名なバンフィエルド、テンペルレイ、ビジャ・センテナリオなどがある。
かつてこの地には畜産場、穀物畑、果物畑、養鶏場などがあった。現在の産業は食肉加工業、穀物生産業、果物加工業、製粉業、乳製品加工業、化学業、製紙業、ゴム製品製造業、プラスチック製造業、皮革製品製造業などである。

## 歴史
1864年にシウダ・デ・ラ・パスとして建設され、1910年に現在の名称に変更された。1938年にはアール・デコ様式の市庁舎が建設された。政治家のエドゥアルド・ドゥアルデはローマス・デ・サモーラ出身である。エドゥアルドは1983年にローマス・デ・サモーラ市長となり、1989年にアルゼンチンの副大統領となり、1991年にブエノスアイレス州知事となった。2002年から2003年には暫定的なアルゼンチン大統領となり、2011年の大統領選にも立候補した。
2001年の経済危機以後、ローマス・デ・サモーラは大規模な不動産ブームに沸いている。この風潮はダウンタウンの南にあるコロンブレス通り周辺で顕著であり、ラス・ロミータスとして知られる高級住宅地区を形成している。2011年までに約200もの高層住宅が完成している。2013年には26階建のハワード・ジョンソン・ホテルがオープンする予定であり、このホテルは大ブエノスアイレス都市圏南部では初の4つ星ホテルとなる。

## スポーツ
1891年に設立されたローマスACは、アルゼンチンに現存するもっとも古いスポーツクラブのひとつである。サッカーチームはアルゼンチンサッカー黎明期のもっとも偉大なチームのひとつとされており、1893年から1898年の間にアマチュアサッカーリーグで6回優勝した。1899年にはラプラタ川ラグビー選手権（現在のアルゼンチンラグビーユニオン）の設立メンバーのひとつとなった。現在はローンボウルズ、フィールドホッケー、ゴルフ、ラグビーユニオン、テニスの各競技チームを所有している。
地元のサッカークラブとして、プリメーラB・メトロポリターナ（3部）などに所属しているCAロス・アンデスがある。ロス・アンデスのユニフォームは赤色と白色の縦縞であり、ミル・ラジータス（1000本の縞）という愛称を持つ。ロス・アンデスは30,000人以上を収容するエスタディオ・エドゥアルド・ガジャルドンをホームスタジアムとしている。

## 出身人物
以下はローマス・デ・サモーラ・パルティードの出身人物である。

### スポーツ選手
- ガブリエル・フェルナンデス - バスケットボール選手。2004年のアテネオリンピック金メダル。
- ガストン・ガウディオ - テニス選手。2004年の全仏オープン優勝。
- アントニオ・サストレ - サッカー選手。1941年にアルゼンチン代表として南米選手権優勝。
- パブロ・カバジェロ - サッカー選手。1996年にアトランタオリンピック銅メダル。アルゼンチン代表として2度FIFAワールドカップ出場。
- セバスティアン・ブランコ - サッカー選手。アルゼンチン代表。
- ダミアン・アルビル - サッカー選手。
- クリスティアン・チャベス - サッカー選手。
- ファクンド・フェレイラ - サッカー選手。
- ホルヘ・スクラランディ - ボクサー。

### 政治家
- エドゥアルド・ドゥアルデ（英語版） - 第50代アルゼンチン大統領（2002年-2003年）。
- イルダ・デ・ドゥアルデ - 政治家。エドゥアルドの妻。
- アニバル・イバーラ - 政治家。ブエノスアイレス市長（2000年-2006年）。
- ミゲル・アンヘル・ピチェット - 政治家。

### その他
- フアン・E・メンデス - 弁護士、人権活動家。
- カンデラ・ベトラーノ - 女優、歌手、モデル。

## 姉妹都市
- コロンビア、トリマ県、イバゲー

## ギャラリー

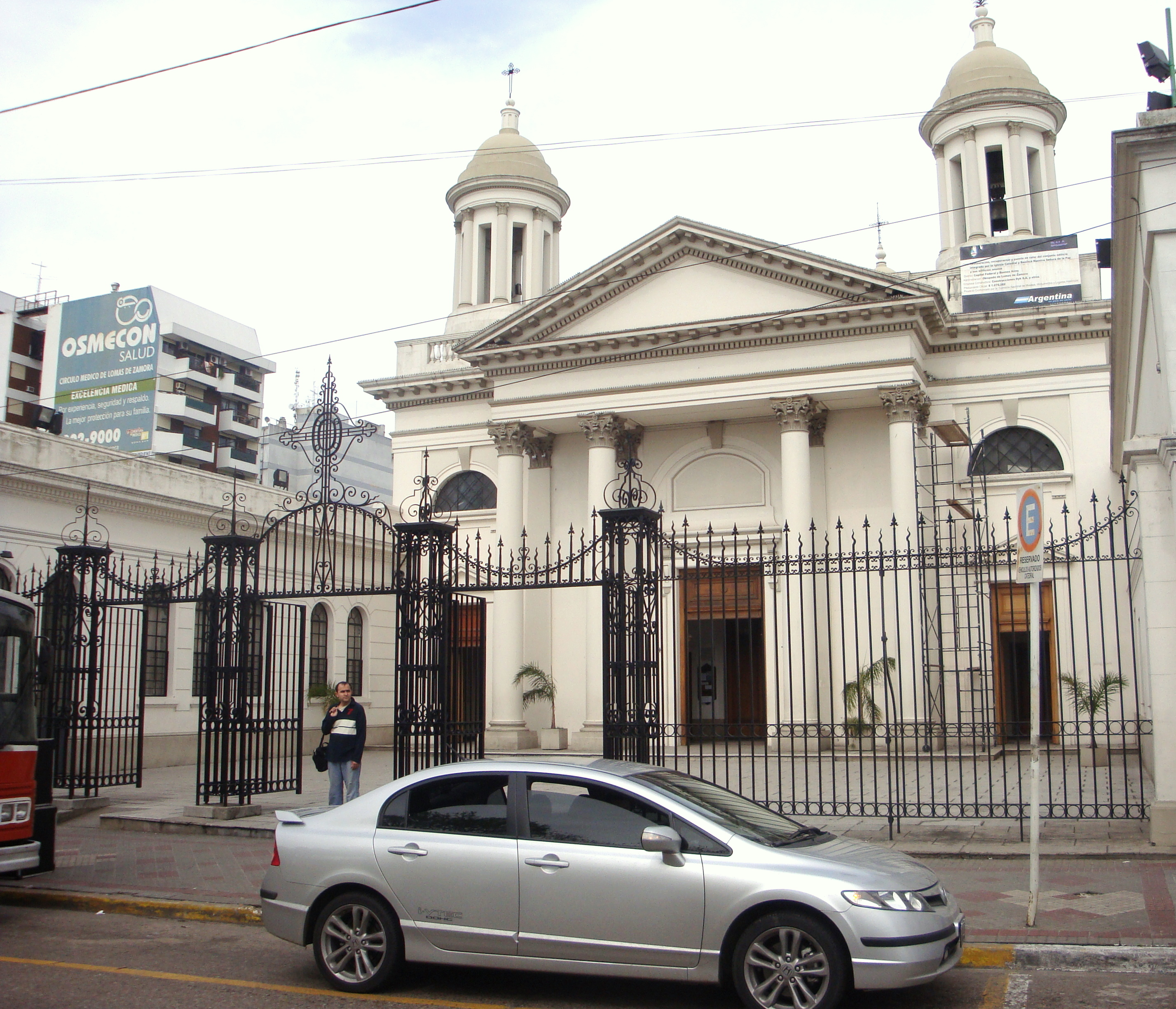
平和の女神大聖堂
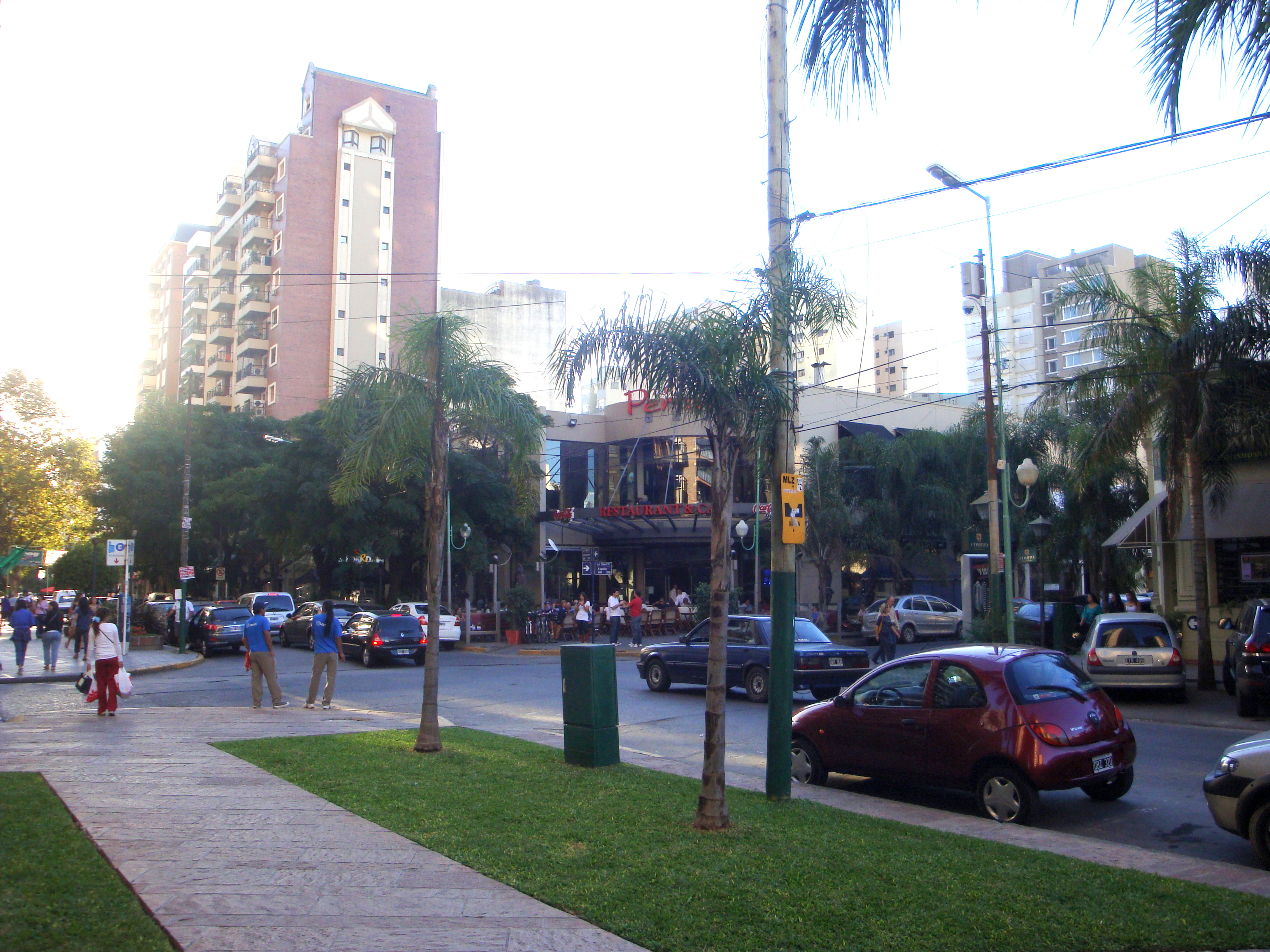
ラス・ロミタス交差点
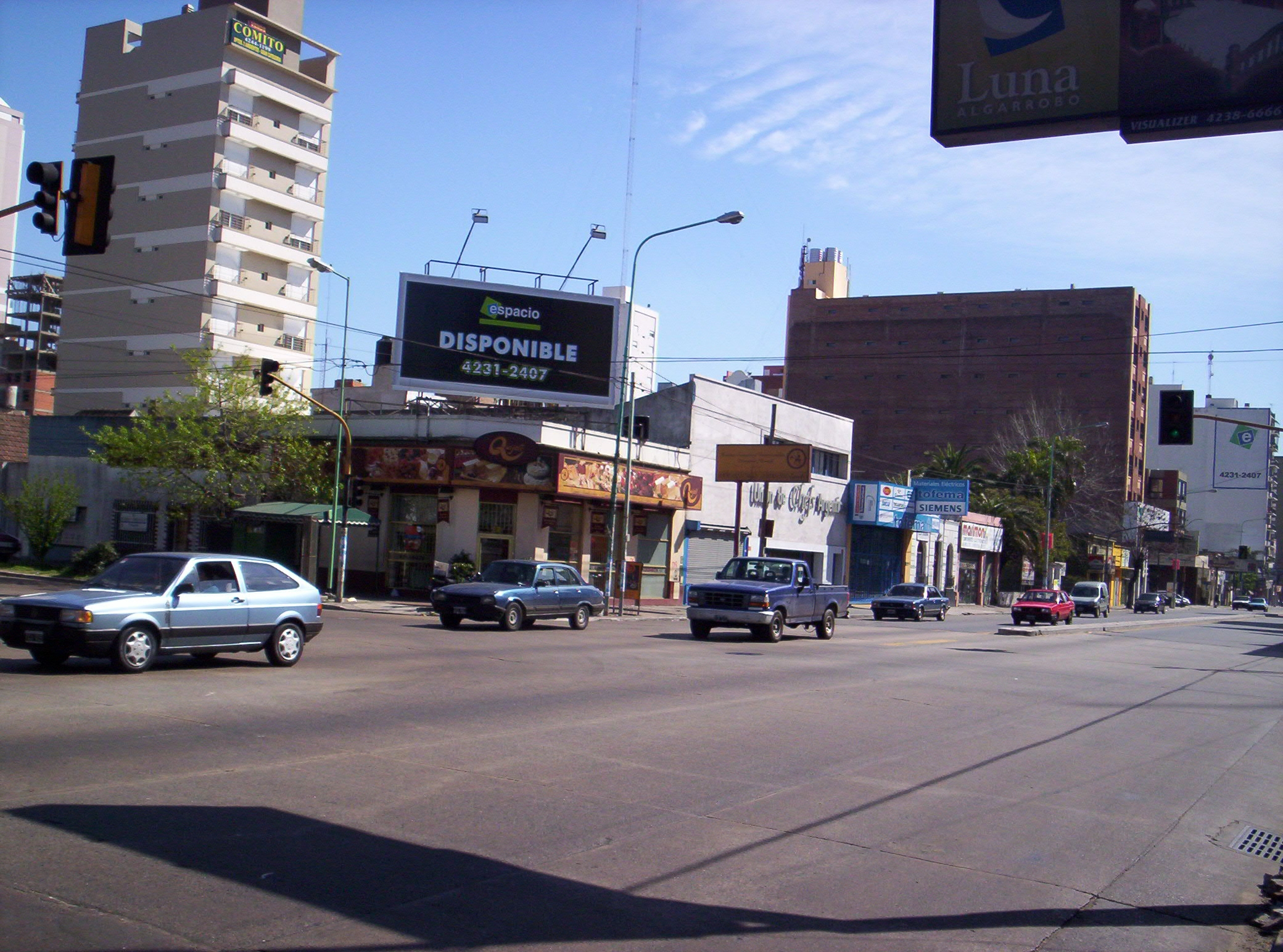
イポリト・イリゴジェン通り
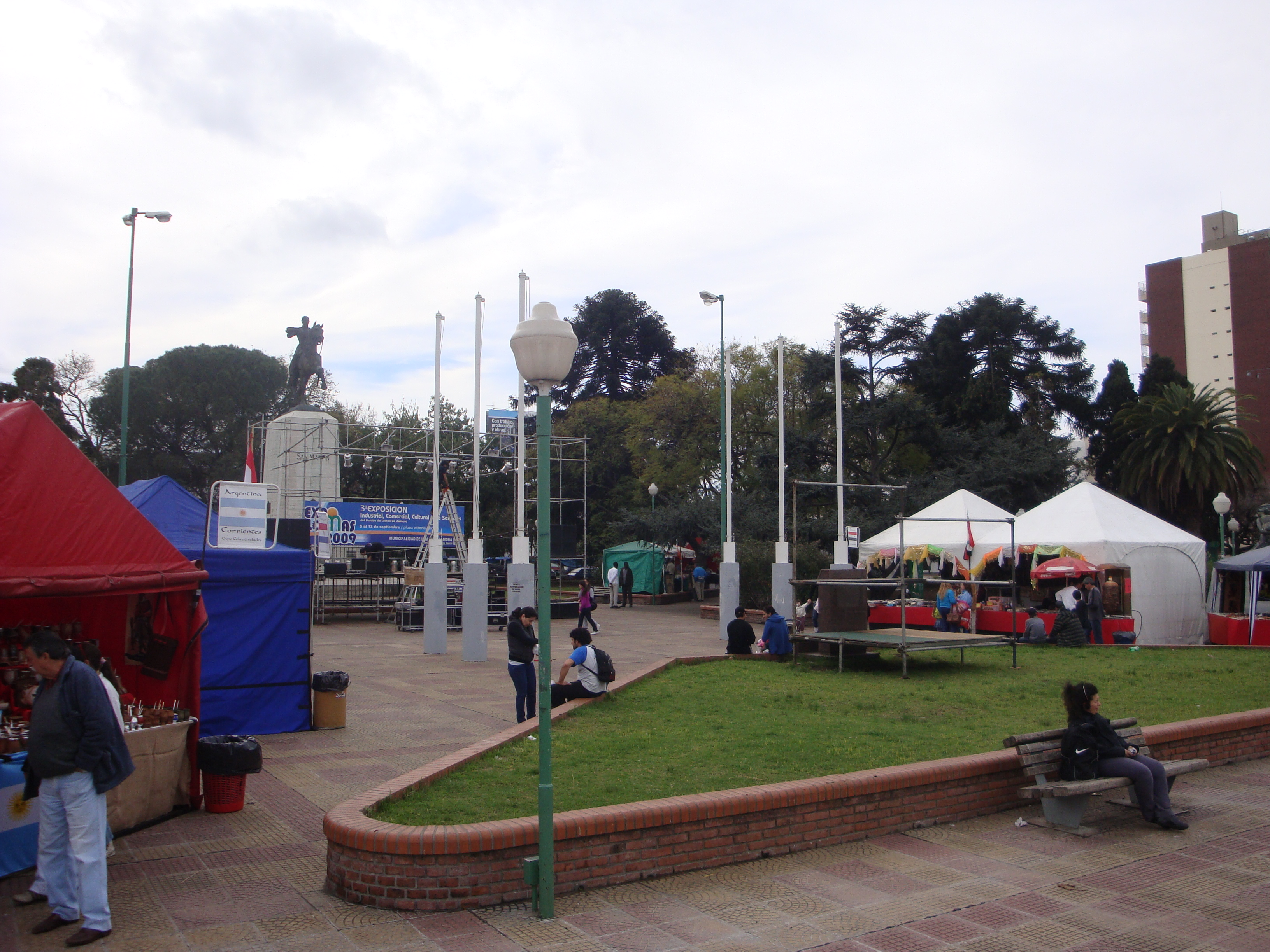
トマス・グリゲラ広場